# Fat Tony & Co
Fat Tony & Co, es un drama australiano transmitido del 23 de febrero del 2014 hasta el 30 de marzo del 2014 por la cadena Nine Network. La serie contó la verdadera historia de uno de los más notorios criminales de Australia, Tony Mokbel.
La serie contó con la participación invitada de los actores Steve Bastoni, Nicholas Bishop, Zoe Cramond, Ryan O'Kane, David Whiteley, Tom Wren, Brian Vriends, Sachin Joab, Paul Denny, entre otros...

## Historia
La historia cubrió las guerras Gangland de 1996 hasta el 2011, que se extiende de los acontecimientos de la serie original hasta la muerte de Williams quien fue asesinado en la cárcel en el 2010.

## Personajes

### Personajes Principales
| Actor            | Personaje                   | Trabajo                             | N.º de episodios | Duración |
| ---------------- | --------------------------- | ----------------------------------- | ---------------- | -------- |
| Robert Mammone   | Tony Mokbel                 | Narcotraficante                     | 9                | 2014     |
| Madeleine West   | Danielle McGuire            | Estilista & Novia de Tony Mokbel    | 9                | 2014     |
| Gyton Grantley   | Carl Williams               | Asesino & Criminal Convicto         | 9                | 2014     |
| Hollie Andrew    | Roberta Williams            | Esposa de Carl & Criminal           | 9                | 2014     |
| Simon Westaway   | Domenic "Mick" Gatto        | Boxeador & Asesino                  | 7                | 2014     |
| Les Hill         | Jason Moran                 | Traficante de Drogas                | 3                | 2014     |
| Kevin Harrington | Lewis Moran                 | Criminal & Patriarca del Clan Moran | 3                | 2014     |
| Gerard Kennedy   | Graham "Munster" Kinniburgh | Criminal & Ladrón de Bancos         | 3                | 2014     |
| Vince Colosimo   | Alphonse Gangitano          | Miembro del Crimen Organizado       | 1                | 2014     |

### Personajes Recurrentes
| Actor               | Personaje                 | Trabajo                                   | N.º de episodios | Duración |
| ------------------- | ------------------------- | ----------------------------------------- | ---------------- | -------- |
| Shane Jacobson      | Jim "'Big Kahuna" O'Brien | Detective Inspector                       | 9                | 2014     |
| Richard Cawthorne   | Jarrod Ragg               | Agente de la Policía Federal de Australia | 9                | 2014     |
| Stephen Curry       | Jim Coghlan               | Detective Sargento                        | 9                | 2014     |
| Vince Poletto       | Horty Mokbel              | Hermano de Tony                           | 8                | 2014     |
| Alex Tsitsopoulos   | Milad Mokbel              | Hermano de Tony                           | 7                | 2014     |
| Emerson Angrove     | Madison McGuire           | -                                         | 7                | 2014     |
| Ryan O'Kane         | Boris Buick               | Oficial de la Policía                     | 6                | 2014     |
| Samantha Tolj       | Renae Mokbel              | -                                         | 6                | 2014     |
| Debra Byrne         | Judy Moran                | Matriarca del Clan Moran                  | 6                | 2014     |
| Simone Kessell      | Tamara Chippindall        | Oficial Mayor de la Policía               | 6                | 2014     |
| Rowan Francis       | George Williams           | Padre de Carl                             | 6                | 2014     |
| Louise Mandylor     | Lara "Mama" Mokbel        | Matriarca del Clan Mokbel                 | 5                | 2014     |
| Steve Bastoni       | Charlie Bezzina           | Detective de Homicidios                   | 5                | 2014     |
| Nicholas Bishop     | Paul Dale                 | Detective Sargento                        | 5                | 2014     |
| Robert Rabiah       | Dario Mancini             | -                                         | 5                | 2014     |
| Stephen Lopez       | Mario Mancini             | -                                         | 5                | 2014     |
| Christine Keogh     | Barbara Williams          | Madre de Carl                             | 5                | 2014     |
| Dean Cartmel        | Phil Costa                | -                                         | 5                | 2014     |
| Ben Noble           | Bruce Richmond            | -                                         | 5                | 2014     |
| Jeremy Kewley       | Des "Tuppence" Moran      | Gánster & Hermano de Lewis                | 4                | 2014     |
| Louisa Mignone      | Maria Tomasetti           | -                                         | 4                | 2014     |
| Emma Martin         | Dhakota Williams          | Hija de Carl                              | 4                | 2014     |
| Dan Mor             | Red                       | -                                         | 4                | 2014     |
| Heidi Arena         | Christine Nixon           | -                                         | 4                | 2014     |
| Tom Wren            | Willie Thompson           | -                                         | 3                | 2014     |
| Nick Simpson-Deeks  | Bruno Rich                | -                                         | 3                | 2014     |
| Antonio Lancuba     | Kabalan Mokbel            | -                                         | 3                | 2014     |
| Kym Ozalp           | Zaharoula Mokbel          | -                                         | 3                | 2014     |
| Matthew Crosby      | Terry Hodson              | -                                         | 3                | 2014     |
| Martin Sharpe       | Nick Loxton               | -                                         | 3                | 2014     |
| Lester Ellis Jr.    | Johnny Tedesco            | -                                         | 3                | 2014     |
| Tony Nikolakopoulos | Stavros Makrakanis        | -                                         | 3                | 2014     |
| María Mercedes      | Agape Makrakanis          | -                                         | 3                | 2014     |
| Frank Sweet         | Billy Fischer             | -                                         | 2                | 2014     |
| Georgyia Tino       | Anita Mokbel              | -                                         | 2                | 2014     |
| Nick Russell        | Andrew Hodson             | -                                         | 2                | 2014     |
| Steve Mouzakis      | George Kastanis           | Alcalde                                   | 2                | 2014     |
| Brian Vriends       | Malcolm Rosenes           | Detective Sargento                        | 2                | 2014     |
| Jake Ryan           | Mark Moran                | Traficante de Drogas & Hermano de Jason   | 1                | 2014     |
| Odette Joannidis    | Carmel Mokbel             | -                                         | 1                | 2014     |
| Enrico Mammarella   | Con Heliotis              | -                                         | 1                | 2014     |
| Kym Valentine       | Peg Mancini               | -                                         | 1                | 2014     |

## Episodios
La serie estuvo formada por nueve episodios.

## Premios y nominaciones
| Año  | Categoría             | Premio             | Nominado(a)       | Resultado |
| ---- | --------------------- | ------------------ | ----------------- | --------- |
| 2014 | Best Television Theme | Screen Music Award | Burkhard Dallwitz | Ganó      |

## Producción
Se anunció de la creación de la nueva serie Fat Tony & Co. el 3 de agosto de 2013 y la producción comenzó el 5 de agosto del mismo año. Aunque al inicio se anunció que la serie sería una secuela directa de la primera serie Underbelly estrenada en el 2008 debido a los cambios de dirección del Screen Australia la serie no sería calificada como parte de las series de Underbelly. Parte de la serie será filmada en Atenas, Grecia y en Melbourne.
La mayoría de los personajes que aparecieron en la serie original en el 2008 aparecieron en la serie, entre ellos: Robert Mammone y Gyton Grantley. Los actores Hollie Andrew, Jake Ryan y Debra Byrne interpretarán a Roberta Williams, Mark Moran y Judy Moran respectivamente papeles que fueron interpretados por los actores Kat Stewart, Callan Mulvey y Caroline Gillmer en la serie original.
La serie fue dirigida por Peter Andrikidis, Andrew Prowse, Karl Zwicky y contó con la participación de los escritores Peter Gawler, Adam Todd, Jeff Truman y Michaeley O’Brien.
El 16 de febrero de 2014 se anunció que la serie sería estrenada el 23 de febrero del mismo año por el canal 9 a las 8:40pm.